# Коефіцієнт стоку
Коефіціє́нт сто́ку — відношення величини об'єму стоку (або шару стоку) до суми опадів, які випали на площу водозбору і зумовили виникнення стоку. 
Коефіцієнт стоку завжди менший за одиницю. На його величину впливають: випаровування, геологічна будова басейну, рельєф, ґрунти, лісистість, заболоченість, площа і форма басейну. Визначають переважно за багаторічний період відповідно до умов формування стоку. 
У межах України коефіцієнт стоку коливається від 0,05 до 0,60. Показники деяких річок:
- Дніпро (до Києва) — 0,24
- Десна — 0,35
- Південний Буг (до Олександрівки) — 0,11
- Сіверський Дінець (до Лисичанська) — 0,11
- річки Кримських гір — від 0,20 до 0,50